# Вангенрід
Вангенрід (нім. Wangenried) — громада  в Швейцарії в кантоні Берн, адміністративний округ Верхнє Ааргау.

## Географія
Громада розташована на відстані близько 34 км на північний схід від Берна.
Вангенрід має площу 2,9 км², з яких на 8% дозволяється будівництво (житлове та будівництво доріг), 67,8% використовуються в сільськогосподарських цілях, 23,2% зайнято лісами, 1% не є продуктивними (річки, льодовики або гори).

## Демографія
2019 року в громаді мешкало 405 осіб (+2% порівняно з 2010 роком), іноземців було 4,4%. Густота населення становила 139 осіб/км².
За віковим діапазоном населення розподілялося таким чином: 20% — особи молодші 20 років, 56,3% — особи у віці 20—64 років, 23,7% — особи у віці 65 років та старші. Було 175 помешкань (у середньому 2,3 особи в помешканні).
Із загальної кількості 112 працюючих 34 було зайнятих в первинному секторі, 43 — в обробній промисловості, 35 — в галузі послуг.